# 金昌绪
金昌绪，唐代詩人，生卒年不详，唐臨安（今浙江省杭州市）人，生平不詳。

## 作品
金昌緒今僅存詩一首，名為<春怨>，收錄於《全唐诗》卷768 與《唐詩三百首》。
<春怨>
打起黃鶯兒，莫教枝上啼。
啼時驚妾夢，不得到遼西。

## 外部連結
查無資料